# چایناتاون (منهتن)
چایناتاون منهتن (به انگلیسی: Chinatown, Manhattan) یا محله‌ی چینی‌های منهتن، محله‌ای در منهتن جنوبی، نیویورک، هم‌مرز با لوئر ایست ساید در شرق خود، لیتل ایتلی در شمال آن، سیویک سنتر در جنوب، و ترایبکا در غرب آن است. چایناتاون بزرگترین سکونت‌گاه مردمی چینی در نیم‌کره غربی است.
با حدود ۹۰٬۰۰۰ تا ۱۰۰٬۰۰۰ نفر چینی، منهتن نیز یکی از قدیمی‌ترین سکونت گاه مردمی چینی است. چایناتاون منهتن یکی از نه محله چایناتاون در شهر نیویورک و همچنین یکی از دوازده منطقه شهری نیویورک است که شامل بزرگترین جمعیت قومیت چینی در خارج از آسیا است. 

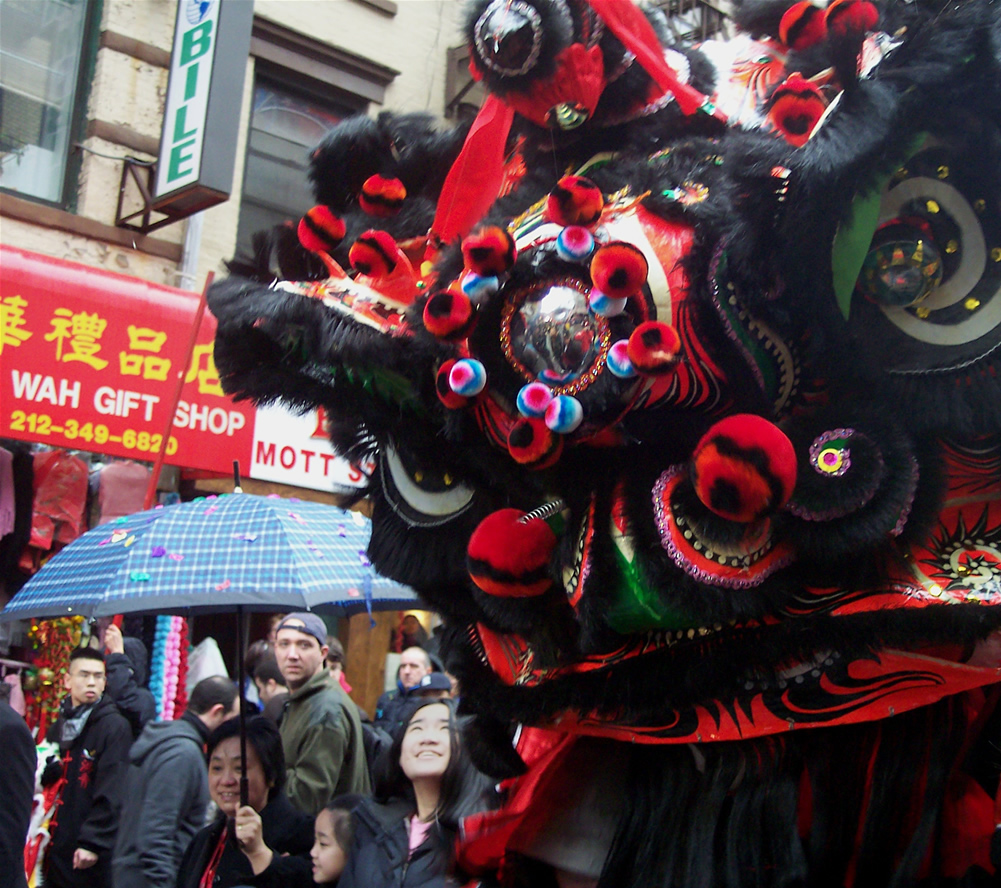
رقص شیر در سال نو چینی.